# Hossein Rouhani
Pour les articles homonymes, voir Rouhani.
Hossein Rouhani, né le 19 août 1983 est un karatéka iranien surtout connu pour avoir remporté le titre de champion du monde de karaté en kumite individuel masculin aux championnats du monde de karaté 2006 à Tampere, en Finlande.

## Résultats
| Résultat           | Date             | Épreuve                   | Catégorie | Compétition                                  | Ville hôte                              |
| ------------------ | ---------------- | ------------------------- | --------- | -------------------------------------------- | --------------------------------------- |
| Médaille d'or      | Octobre 2001     | Kumite individuel - 60 kg | Juniors   | Championnats du monde juniors et cadets 2001 | Athènes, en Grèce                       |
| Médaille d'argent  | 2002             | Kumite individuel - 60 kg | Seniors   | Jeux asiatiques de 2002                      | Pusan, en Corée du Sud                  |
| Médaille de bronze | Novembre 2002    | Kumite individuel - 60 kg | Seniors   | Championnats du monde 2002                   | Madrid, en Espagne                      |
| Médaille d'or      | Octobre 2003     | Kumite individuel - 60 kg | Juniors   | Championnats du monde juniors et cadets 2003 | Marseille, en France                    |
| Médaille d'argent  | Novembre 2004    | Kumite individuel - 60 kg | Seniors   | Championnats du monde 2004                   | Monterrey, au Mexique                   |
| Médaille d'argent  | Mai 2005         | Kumite individuel - 60 kg | Seniors   | Championnats d'Asie 2005                     | Macao, en République populaire de Chine |
| Médaille d'or      | Octobre 2006     | Kumite individuel - 60 kg | Seniors   | Championnats du monde 2006                   | Tampere, en Finlande                    |
| Médaille d'or      | Décembre 2006    | Kumite individuel - 60 kg | Seniors   | Jeux asiatiques de 2006                      | Doha, au Qatar                          |
| Médaille de bronze | 15 novembre 2008 | Kumite individuel - 60 kg | Seniors   | Championnats du monde 2008                   | Tōkyō, au Japon                         |